# Kazuya Yamada
Kazuya Yamada (Japans: 山田和也, Yamada Kazuya (27 september 2001) is een Japanse langebaanschaatser. Kazuya Yamada is de jongere broer van de eveneens als schaatser actief zijnde Masaya Yamada. De broers hebben bij internationale wedstrijden weleens tegen elkaar geloot. 

## Records

### Persoonlijke records
| Afstand     | Tijd     | Datum            | Baan    |
| ----------- | -------- | ---------------- | ------- |
| 500 meter   | 34,83    | 21 oktober 2022  | Nagano  |
| 1000 meter  | 1.07,68  | 18 december 2022 | Calgary |
| 1500 meter  | 1.43,90  | 9 december 2022  | Calgary |
| 3000 meter  | 3.47,65  | 24 oktober 2020  | Nagano  |
| 5000 meter  | 6.36,67  | 23 januari 2020  | Obihiro |
| 10000 meter | 13.43,04 | 2 november 2019  | Obihiro |

(laatst bijgewerkt: 14 maart 2023)

## Resultaten
| Jaar | WK Afstanden                         |
| ---- | ------------------------------------ |
| 2023 | 20e 1000m 14e 1500m 5e achtervolging |
| 2024 | 17e 1500m                            |
| 2025 | 22e 1000m 14e 1500m                  |